# Kalenna Harper
Pour les articles homonymes, voir Harper.
Kalenna Harper (née le 13 août 1982), chanteuse américaine, a été découverte par le rappeur P.Diddy. Elle fait partie des Dirty Money, groupe formé par P.Diddy. Elle collabore avec le DJ suisse, DJ Antoine, sur le Hit Welcome to St Tropez avec Timati.
Elle est la sœur de la vice-championne olympique 2016 du 100 m haies Nia Ali.